# Echinoptilidae
Echinoptilidae Hubrecht, 1885 è una famiglia di ottocoralli dell'ordine Pennatulacea.

## Descrizione
La famiglia comprende specie coloniali dalla tipica forma a bastone, costituite da polipi non-retrattili, con calici biforcati, disposti lungo l'asse principale con simmetria radiale.

## Tassonomia
Comprende sette specie suddivise in due generi:
- Actinoptilum Kükenthal, 1911 (1 specie)
- Echinoptilum Hubrecht, 1885 (6 spp.)